# Spilosoma basistriats
Spilosoma basistriats är en fjärilsart som beskrevs av Edward Alfred Cockayne 1951. Spilosoma basistriats ingår i släktet Spilosoma och familjen björnspinnare. Inga underarter finns listade i Catalogue of Life.